# Сушево
Вижте пояснителната страница за други значения на Сушево.
Сушево е село в Североизточна България. То се намира в община Завет, област Разград.

## География
Село Сушево се намира между село Севар (3 км) и град Завет (7 км). На 7 км от селото се намира село Прелез. На 12 км от селото се намира и село Брестовене.
През 1933 г. географът Васил Маринов изследва селото и го определя в рамките на антропогеографските граници на Делиормана.

## Редовни събития
Традиционен селски събор на 1 май.